# Рокка-Сан-Джованні
Рокка-Сан-Джованні (італ. Rocca San Giovanni) — муніципалітет в Італії, у регіоні Абруццо,  провінція К'єті.
Рокка-Сан-Джованні розташована на відстані близько 170 км на схід від Рима, 90 км на схід від Л'Аквіли, 28 км на південний схід від К'єті.
Населення — 2382 особи (2014).
Щорічний фестиваль відбувається 21 вересня. Покровитель — San Matteo.

## Демографія
Населення за роками:

Станом на 1 січня 2023 року в муніципалітеті офіційно проживало 96 іноземців з 25 країн, серед них 51 громадянин країн Євросоюзу та 4 громадяни України.

## Сусідні муніципалітети
- Фоссачезія
- Ланчано
- Сан-Віто-К'єтіно
- Трельйо